# J.H. Hüttemeier
Johann Heinrich Hüttemeier (født 15. oktober 1804 i Gross Lessen, Sulingen, Hannover, død 1866 i Finland) var en tysk-dansk klejnsmed, fader til Theodor Hüttemeier.
Hans fader, Alert Hüttemeier, var landmand; moderen var Cathrine Margrethe født Sander. Efter konfirmationen kom han først i urmager- og derpå i klejnsmedelære i Hamborg, hvorfra han 1826 som klejnsmedesvend drog til København. 25. april 1831 ægtede han her Birthe Jensen (født 20. november 1807, død 22. september 1865), datter af øltapper Peder Jensen og hustru Anne Larsdatter, og i maj samme år tog han borgerskab som klejnsmedemester. Hans virksomhed tog hurtigt opsving, efter nogle års forløb fik han sin egen ejendom, men han var også i besiddelse af såvel stor mekanisk dygtighed som betydelig energi. Bogtrykkernes træpresser afløstes på denne tid af jernpresser, ikke at tale om, at håndpresserne begyndte at vige for hurtigpresserne, og i denne bevægelse kastede Hüttemeier sig resolut ind. Den første i Danmark byggede hurtigpresse (den femte af sin slags her i landet) udgik i 1837 fra hans værksted til trykning af Kjøbenhavnsposten, og hans presser blev efterspurgt uden for Danmarks grænser, i Norge, Sverige og Finland. Uheldige økonomiske forhold gjorde imidlertid, at han i 1849 forlod landet og tog ophold i Finland, hvor han 1866 afgik ved døden. Hans præcise dødsdato er ukendt.